# Capparis brevispina
Capparis brevispina är en kaprisväxtart som beskrevs av Robert Wight och Arn. Capparis brevispina ingår i släktet Capparis och familjen kaprisväxter. Inga underarter finns listade i Catalogue of Life.